# Cees Veerman
Cornelis Pieter (Cees) Veerman (ur. 8 marca 1949 w Nieuw-Beijerland w Holandii Południowej) – holenderski rolnik, nauczyciel akademicki i polityk, działacz Apelu Chrześcijańsko-Demokratycznego (CDA), w latach 2002–2007 minister rolnictwa.

## Życiorys
Absolwent ekonomii na Uniwersytecie Erazma w Rotterdamie (1973). Doktoryzował się w zakresie nauk rolniczych w 1983 na Landbouwuniversiteit Wageningen. W pierwszej połowie lat 70. pracował jako nauczyciel ekonomii i przedsiębiorczości. Następnie zajął się prowadzeniem własnego wielkoobszarowego gospodarstwa rolnego w Goudswaard, a także na terenie Francji, specjalizując się w uprawie ziemniaków i buraków. Był działaczem Unii Chrześcijańsko-Historycznej, z którą w 1980 współtworzył Apel Chrześcijańsko-Demokratyczny. Pełnił funkcję radnego Nieuw-Beijerland (1973–1980) oraz Korendijk (1986–1990), przewodnicząc klubowi radnych CDA. Zajął się także działalnością akademicką jako wykładowca Uniwersytetu Erazma w Rotterdamie oraz Uniwersytetu w Tilburgu. Od 1997 do 2002 zajmował stanowisko przewodniczącego rady wykonawczej (college van bestuur) zarządzającej Wageningen University & Research.
Od lipca 2002 do lutego 2007 sprawował urząd ministra rolnictwa w pierwszym, drugim i trzecim rządzie Jana Petera Balkenende. Powrócił następnie do pracy naukowej jako profesor na uczelniach w Tilburgu i Wageningen, zajmując się kwestiami zrównoważonego rozwoju obszarów wiejskich. Powoływany m.in. w skład rady nadzorczej Rabobanku oraz zarządu Holenderskiej Organizacji Badań Naukowych (NWO). W latach 2007–2010 kierował partyjnym think tankiem CDA.